# Norala
Norala is een gemeente in de Filipijnse provincie South Cotabato op het eiland Mindanao. Bij de laatste census in 2007 had de gemeente ruim 44 duizend inwoners.

## Geografie

### Bestuurlijke indeling
Norala is onderverdeeld in de volgende 14 barangays:
| - Benigno Aquino, Jr. - Dumaguil - Esperanza - Kibid - Lapuz - Liberty - Lopez Jaena | - Matapol - Poblacion - Puti - San Jose - San Miguel - Simsiman - Tinago |

## Demografie
Norala had bij de census van 2007 een inwoneraantal van 44.070 mensen. Dit zijn 3.326 mensen (8,2%) meer dan bij de vorige census van 2000. De gemiddelde jaarlijkse groei komt daarmee uit op 1,09%, hetgeen lager is dan het landelijk jaarlijks gemiddelde over deze periode (2,04%). Vergeleken met de census van 1995 is het aantal mensen met 4.382 (11,0%) toegenomen.

De bevolkingsdichtheid van Norala was ten tijde van de laatste census, met 44.070 inwoners op 123,2 km², 322,1 mensen per km².